# Nora hembygdsförening
Den här sidan handlar om Nora hembygdsförening i Ångermanland. För Nora hembygdsförening i Uppland, se Nora hembygds- och fornminnesförening. För hembygdsföreningen i Nora socken i Västmanland (Nora landsförsamling), se Hembygdsföreningen Noraskog. 
Nora hembygdsförening är en hembygdsförening för Nora socken i Höga kusten, Kramfors kommun.
Nora hembygdsförening bildades 1940. 
Föreningen äger och förvaltar en hembygdsgård där mangårdsbyggnaden är en dubbelkorsbyggnad från 1848–50 på ursprunglig plats. Fastigheten har varit i släkten Norgrens ägo i över 400 år. I samlingarna ingår en inbunden släkthistoria som sträcker sig från 1850 till 1921.
Ett spannmålsmagasin från 1758 kommer från Noravallen. Under 2006 nybyggdes en bagarstuga bredvid hembygdsgården. Föreningen har också ett båtsmanstorp i Salom i sin ägo.
Föreningen har samlat inventarier, föremål och foton i hembygdsgården. Föreningen samarbetar med andra föreningar och institutioner för att anordna verksamheter som främjar dess uppdrag.